# Tiple

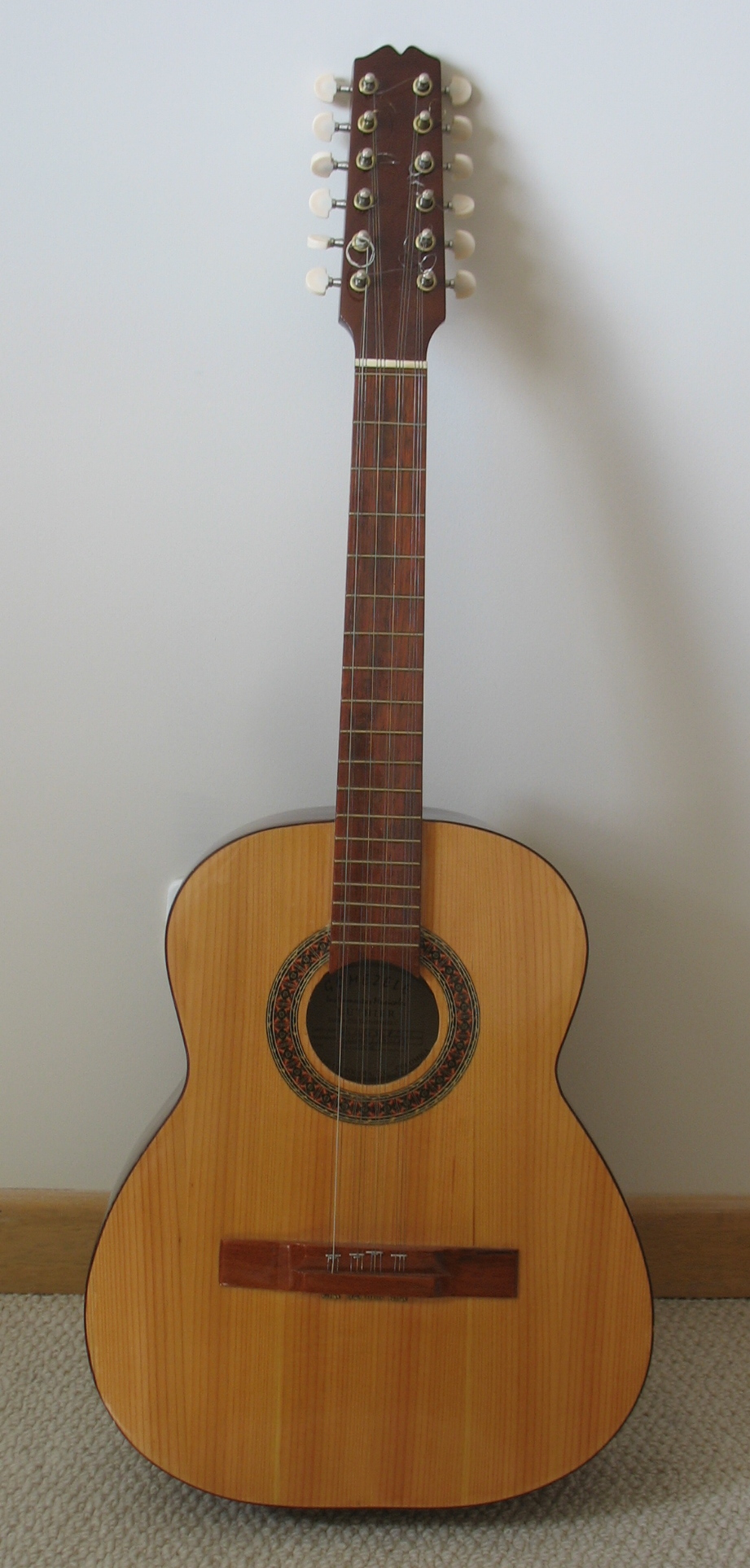
Eine kolumbianische Tiple

Die Tiple (spanisch, von Latein triplum, „dreifach“ bezogen auf Diskant, den höchsten von drei Tonbereichen) ist der Name mehrerer gezupfter Kastenhalslauten in Lateinamerika und der Karibik. Sie entwickelten sich während der Kolonialzeit aus spanischen gitarrenähnlichen Zupfinstrumenten.

## Kolumbianische Tiple
Die kolumbianische Tiple ist gebaut wie eine etwas verkleinerte Gitarre mit einer Länge von etwa 90 cm. Sie besitzt vier Chöre mit je drei Stahlsaiten. In den drei tieferen Chören ist die mittlere Saite umsponnen und wird eine Oktave tiefer gestimmt. Die gängigste Stimmung entspricht den vier oberen Saiten der Gitarre (DGHE). Sie kann geschlagen oder gezupft werden. Der Klang ist hoch und brillant. 
In der traditionellen Musik Kolumbiens wird die Tiple in verschiedenen Formationen mit anderen Zupfinstrumenten wie Gitarre und Mandoline kombiniert. Sie wird meistens durchgeschlagen und unterstützt den jeweils typischen Rhythmus. 
Die Tiple entstand als eines von zahlreichen Instrumenten der Gitarrenfamilie in Lateinamerika nach spanischen Vorbildern. Seit der zweiten Hälfte des 19. Jahrhunderts ist sie vor allem in Kolumbien weit verbreitet und hat seit 1915 ihre heutige Gestalt. In den 1970er-Jahren wurde sie durch Vertreter des Nueva Canción Chilena wie Inti Illimani und Victor Jara in größere Ensembles integriert und dadurch in anderen Ländern Südamerikas und darüber hinaus bekannt. Im Laufe ihrer Geschichte wurde die Spielweise der Tiple komplexer. Heute wird sie auch elektrisch verstärkt eingesetzt.

## Tiples aus Puerto Rico

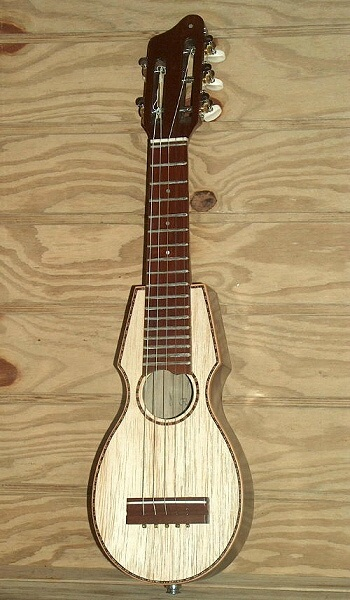
Puerto-ricanische Tiple Doliente

In Puerto Rico existieren mehrere Varianten der Tiple, die ihren Ursprung in der ländlichen Musik der Bauern hatten. Im Laufe des 20. Jahrhunderts ging ihre Popularität zu Gunsten des Cuatros und der Gitarre zurück. Sie ist deutlich kleiner als die kolumbianische Version, und der Korpus ist wie bei der Cuatro aus einem Stück Holz gefertigt. 
Die verbreitetste Form ist die Tiple Doliente. Sie hat fünf Saiten in der Stimmung EADCG. Andere Formen sind die Tiple requinto mit drei Saiten und der Tiplon mit vier gleich langen und einer verkürzten Saite (ähnlich wie ein Banjo).

## Spanische Tiple
Die spanische beziehungsweise kanarische Tiple hat fünf Saiten, auf Teneriffa ist eine viersaitige Variante anzutreffen. Sie wird auch als Timple bezeichnet. Mit ca. 60 cm Länge ist sie ebenfalls kleiner als die kolumbianische Tiple und ähnelt von der Größe her einer Ukulele. Die Tiple hat eine lange Geschichte in Spanien. Bereits 1752 wurde eine Methode zum Erlernen des Instrumentes veröffentlicht.
Zuth nennt als kleinste spanische Gitarrenart ein Instrument namens Guitarrillo oder Tiplet mit fünf Darmsaiten, als weitere fünfsaitige Diskantform gitarró mit der Stimmung c1-f1-b1-d2-g2.